# Эльясберг, Максим Ефимович
Максим Ефимович Элья́сберг (12 апреля 1905 года, Житомир — 20 марта 1995 года, Санкт-Петербург) — советский учёный, конструктор.

## Биография
Окончил среднюю техническую школу, квалификация техник-мастер (в начале 1920-х годов) и в 1929 году — Киевский политехнический институт.
В 1930—1995 годах работал на ЛССЗ имени Я. М. Свердлова в Ленинграде: инженер, начальник бюро расточных станков, с 1945 года по 1975 главный конструктор, с 1975 по 1995 научный консультант.

## Награды и премии
- заслуженный деятель науки и техники РСФСР (1965).
- Сталинская премия третьей степени (1948) — за создание новой конструкции специальных станков
- Сталинская премия второй степени (1951) — за разработку горизонтально-расточных станков отечественной конструкции.

## Семья
- отец — Хаим Берович (Ефим Борисович) Эльясберг (1874—1942), из состоятельной еврейской виленской семьи, получил университетское образование и стал видным деятелем Бунда. Умер от сыпного тифа в эвакуации.
- мать — Дебора Хаимовна (урождённая Типограф), выпускница Бестужевских медицинских курсов[1]. Была расстреляна в Бабьем Яре.
- брат — доктор технических наук Павел Ефимович Эльясберг (1914—1988), теоретик и практик в области космической баллистики.
- жена — Лидия Николаевна Эльясберг (ур. Большакова) (1903—1981)
- сын — Виктор Эльясберг (р. 1935), кандидат технических наук.
- дочь — Наталья Эльясберг (р.1940) — художник, член Союза художников России.

## Монографии
- Примерные расчёты подъёмных кранов / М. Е. Эльясберг, М. К. Свидерский; под ред. Я. Н. Марковича; КПИ. Киев: Изд-во Исполбюро КПИ, 1926. — 232 с.
- Определение оптимального состава гаммы горизонтально-расточных станков / А. И. Фукс, М. Е. Эльясберг. — М.: НИИМАШ, 1969. — 65 с.
- Автоколебания металлорежущих станков: теория и практика / Эльясберг Максим Ефимович. — СПб.: Особое КБ станкостроения, 1993. — 181 с.; — ISBN 5-ЭМЕ-АМС